# Maison Flagstaff
La maison Flagstaff (旗桿屋, Flagstaff House) est le plus ancien exemple d'architecture occidentale restant à Hong Kong, ayant été construite en 1846, soit 5 ans après l'arrivée des Britanniques sur l'île. Elle est située au 10 Cotton Tree Drive (zh) à Central, au sein du parc de Hong Kong.
À l'époque de la gouvernance britannique, elle était la résidence du commandant des forces britanniques de Hong Kong (en). Déclaré monument en 1989, la maison Flagstaff accueille aujourd'hui un musée du thé.

## Histoire
La maison Flagstaff est nommée Headquarter House (« maison du quartier-général ») jusqu'en 1932. Le site choisi est une petite falaise au-dessus de la caserne Victoria et de Queen's Road (en), alors au bord de l'eau.
Le bâtiment est conçu dans le style Greek Revival. Les historiens soupçonnent qu'il ait conçu soit par Murdoch Bruce, un Écossais qui était inspecteur des bâtiments, soit par le lieutenant Bernard Collinson des Royal Engineers. Le premier occupant est le major-général George Charles d'Aguilar (en), officier général commandant de 1844 à 1846, qui occupe également le poste de lieutenant-gouverneur.
Les ailes ouest et est sont bombardées pendant l'invasion japonaise lors de la Seconde Guerre mondiale. Le bâtiment subit également des dommages causés par les bombes. Les Japonais le réparent et le commandant prend le bâtiment comme résidence pendant l'occupation.
Après la guerre, la maison Flagstaff est à nouveau la résidence du commandant jusqu'en 1978,  lorsqu'il déménage dans une maison construite à cet effet (en) sur Barker Road. Il est remis par l'armée au gouvernement civil de Hong Kong dans le cadre de la reconversion des casernes Victoria. Le gouvernement le place sous la responsabilité du conseil urbain en 1981.
Le bâtiment est déclaré monument en 1989 et est restauré dans la mesure du possible pour retrouver son aspect d'origine du milieu du XIXe siècle, structurellement renforcé, et l'intérieur doit être modifié afin qu'il puisse être reconvertit en musée.

## Musée du thé
En 1984, il est transformé en musée du thé, une filiale du musée d'art de Hong Kong, spécialisé dans la collection, l'étude et l'exposition d'accessoires à thé (en), y compris de nombreux échantillons de théières de Yixing au Jiangsu, ainsi que la plus ancienne théière connue au monde.
Une nouvelle aile, la galerie K.S. Lo, est construite et ouverte en 1995. Elle porte le nom d'un collectionneur local (et fondateur de Vitasoy (en)), le dr. Lo Kwee-seong (en), qui avait fait une donation d'objets à la ville dans les années 1970 et qui constitue désormais le cœur de la collection du musée. La nouvelle galerie contient une collection de céramique d'art et de sceaux chinois.

## Galerie

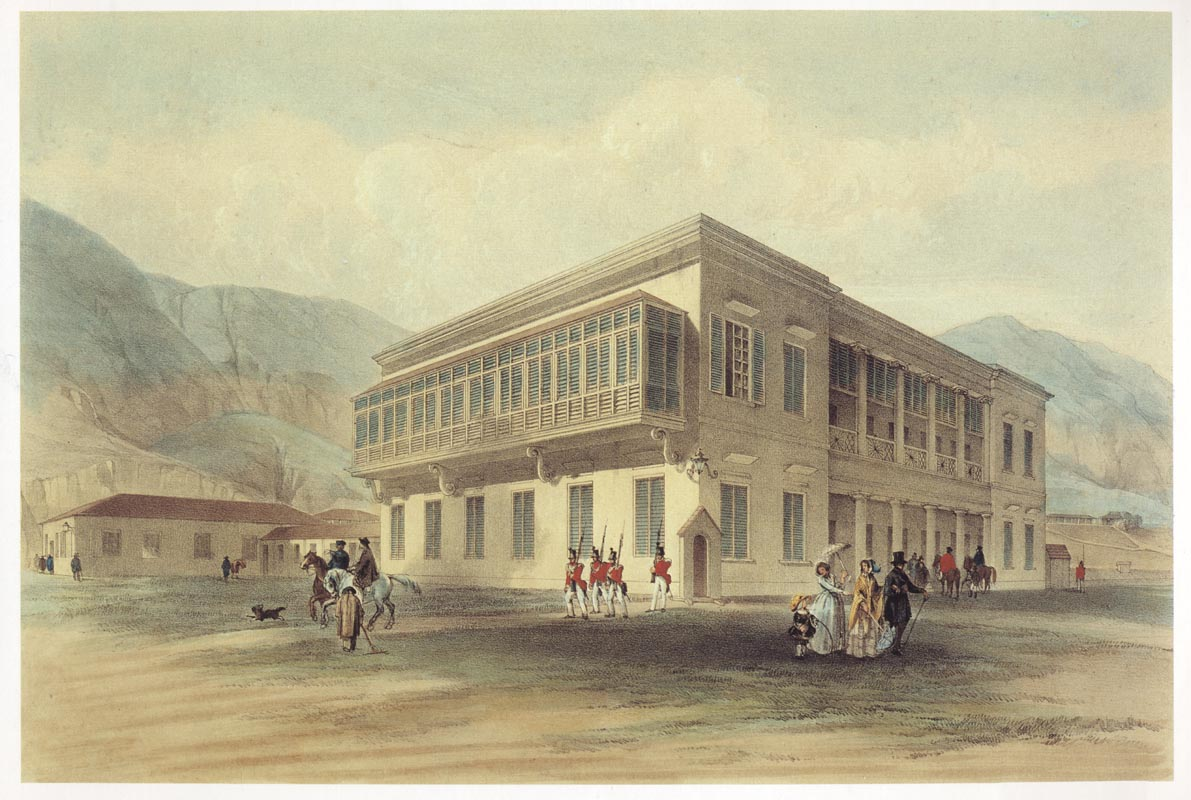
La maison Flagstaff en 1846.
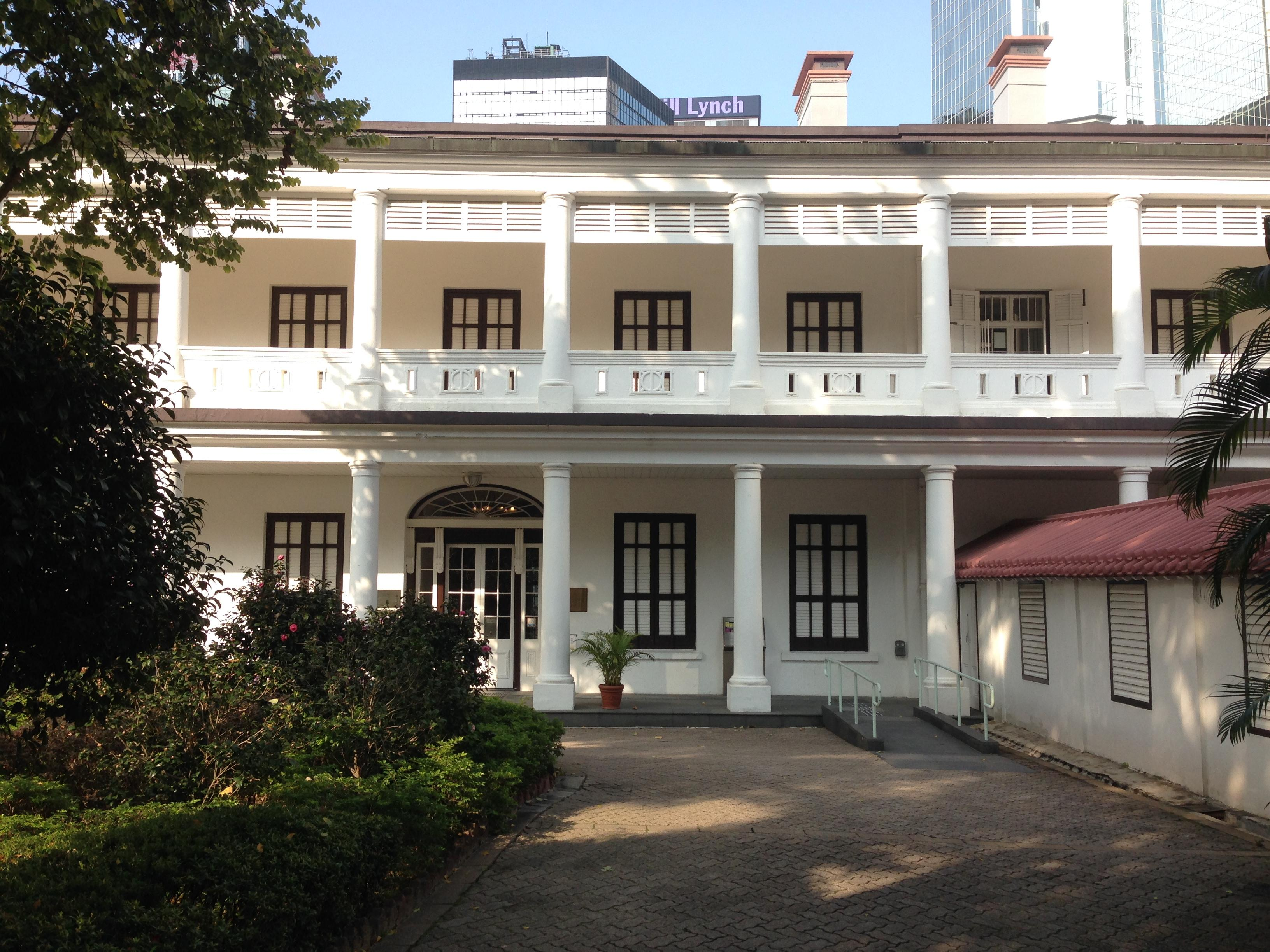
La maison Flagstaff en 2015.
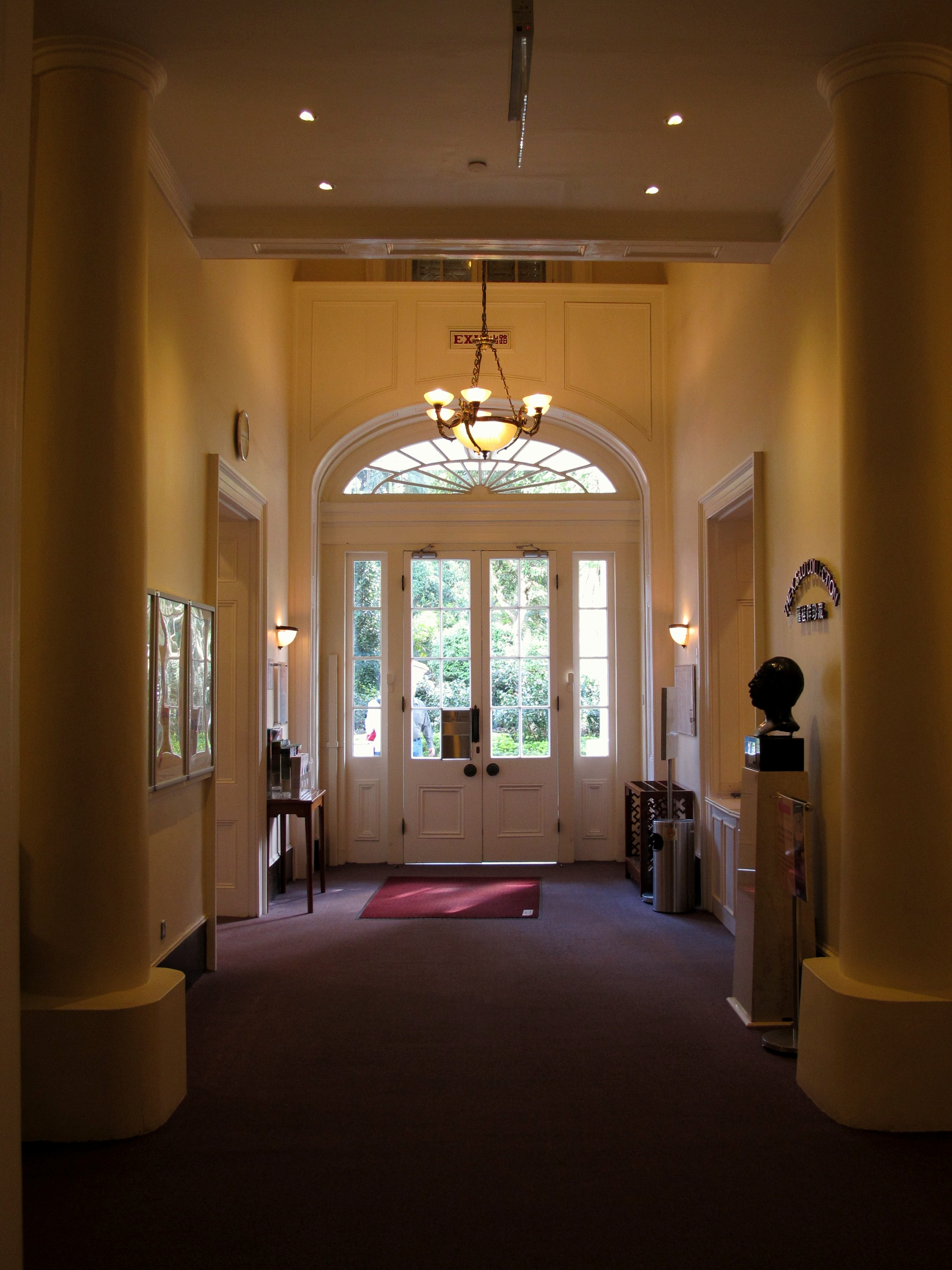
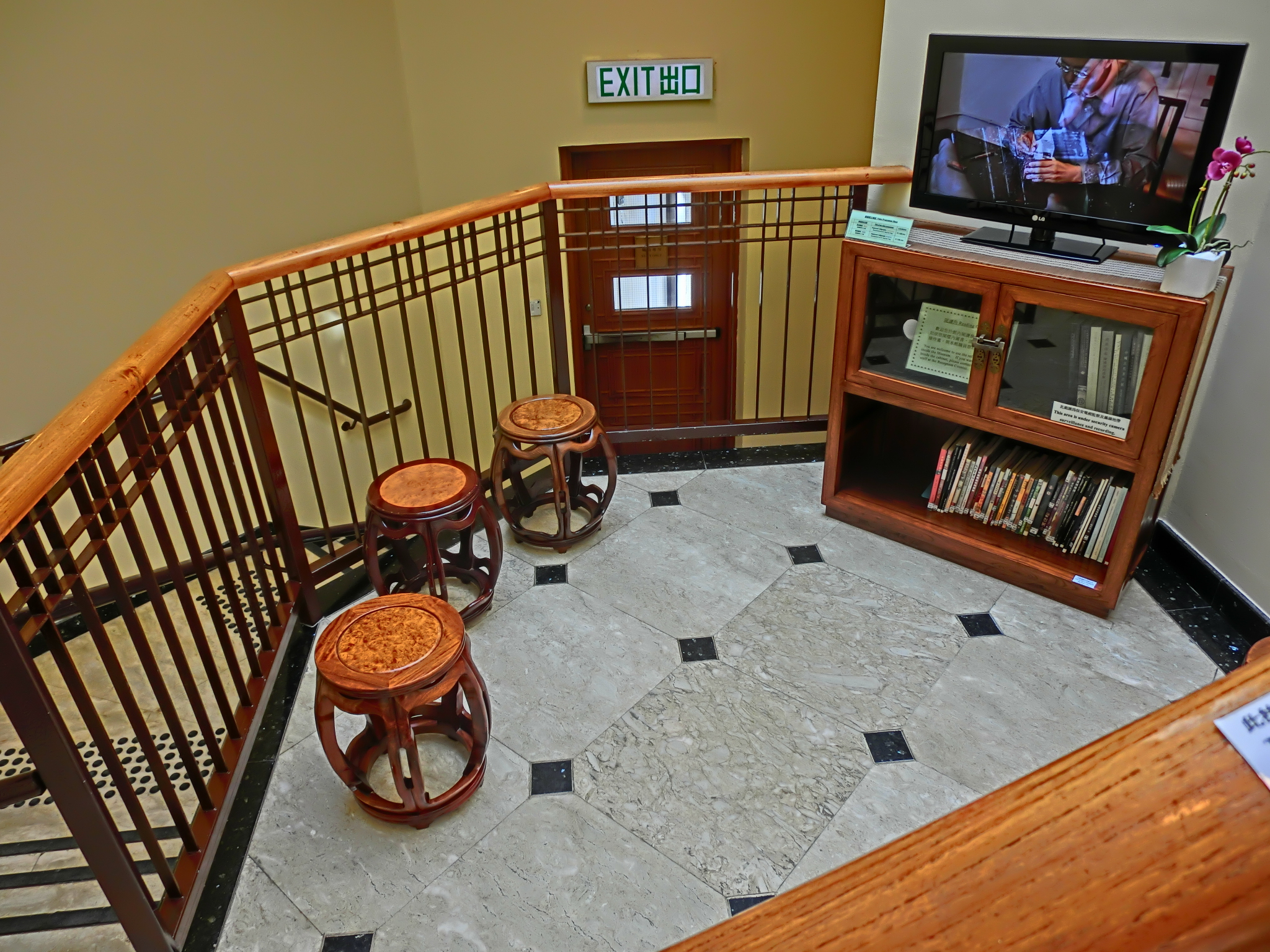
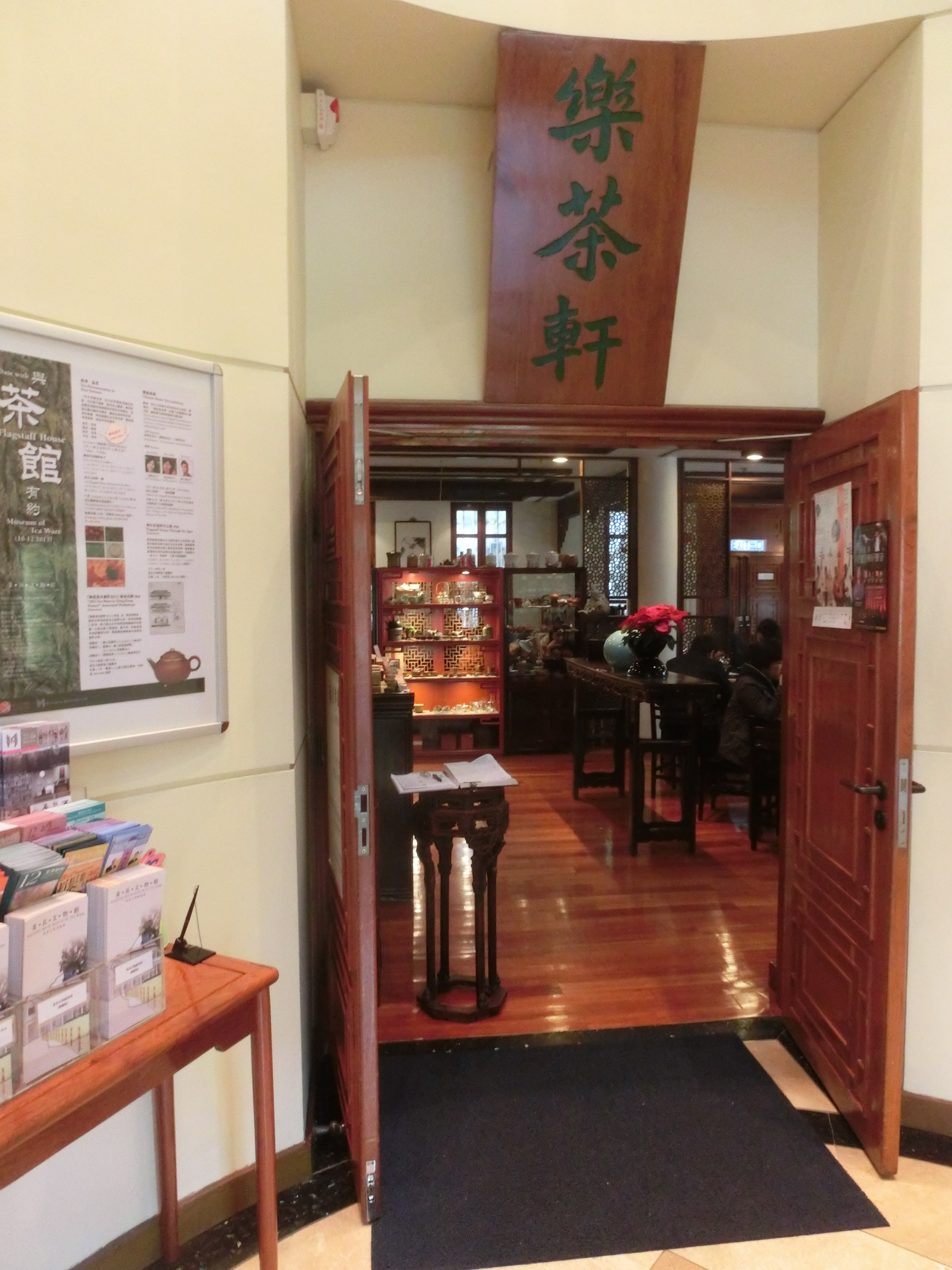
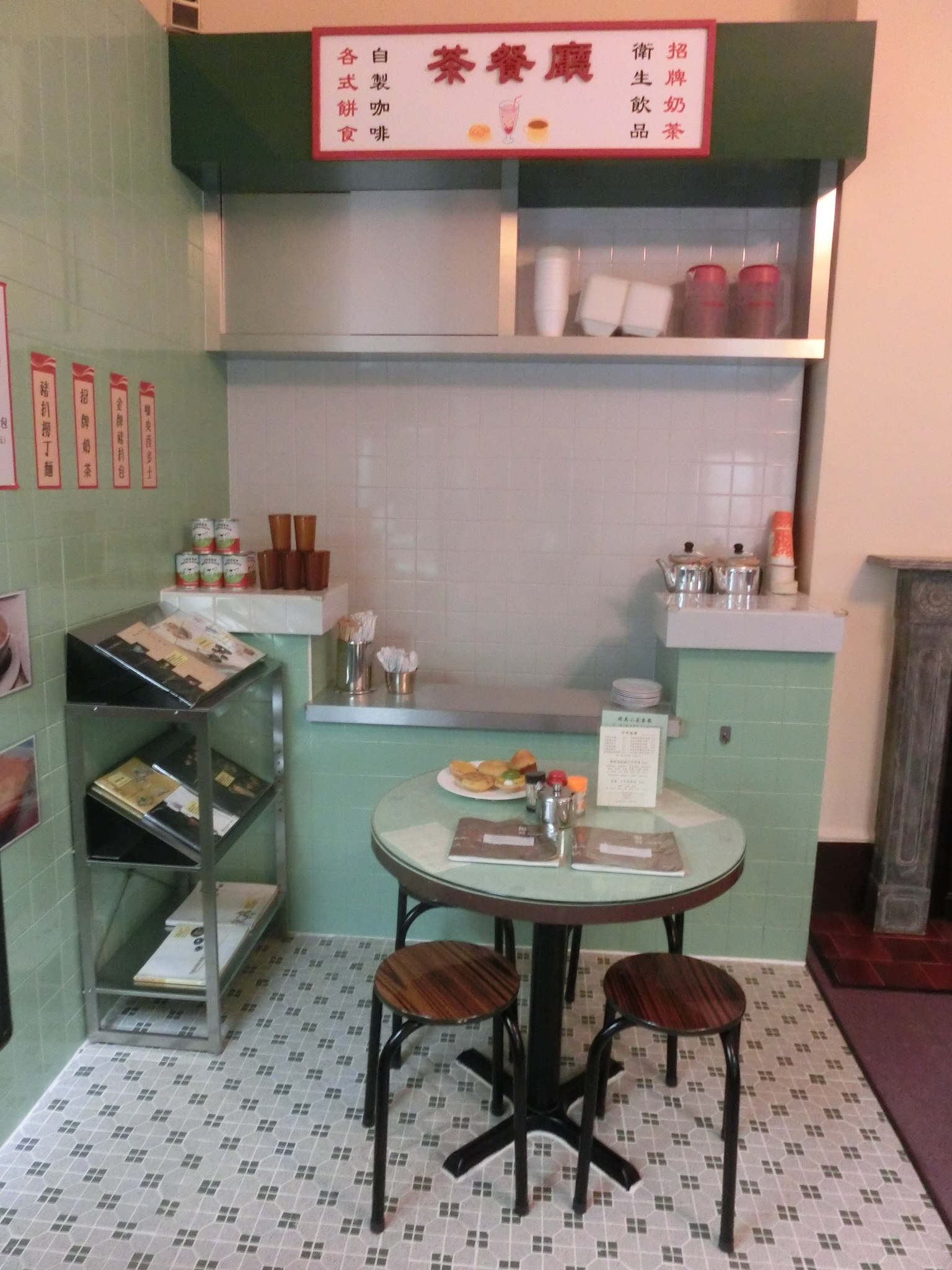
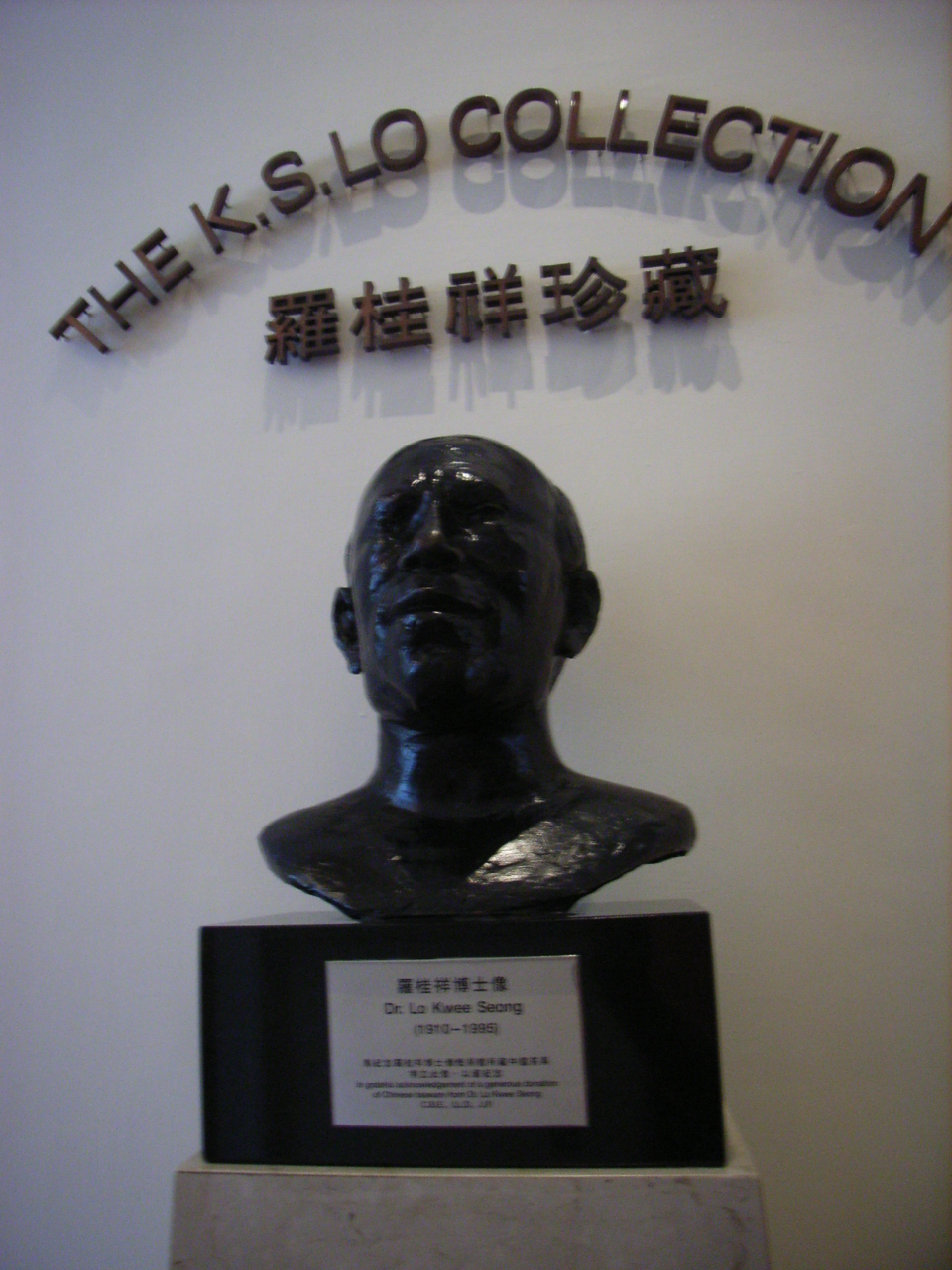
Buste de Lo Kwee-seong (en).
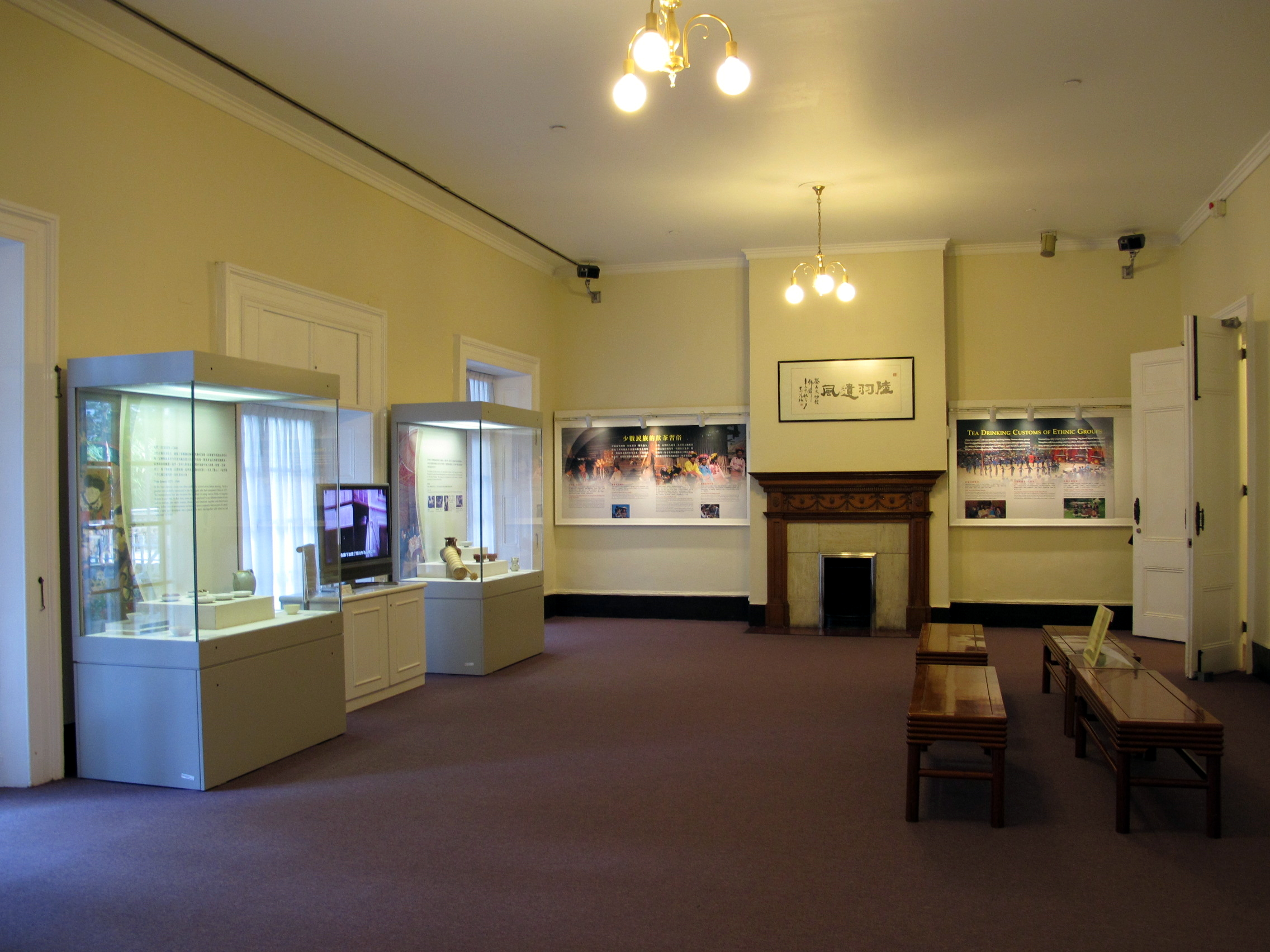
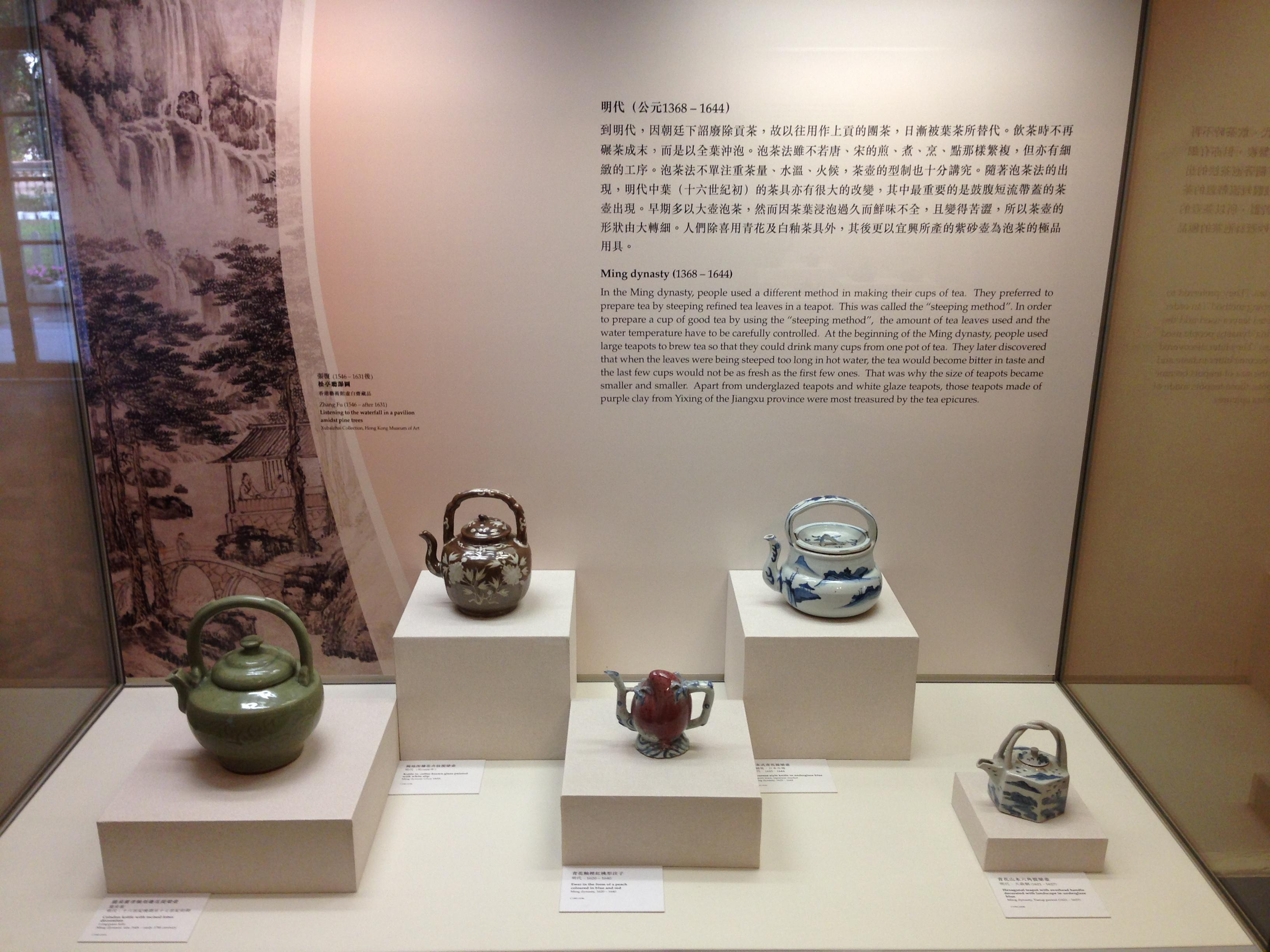
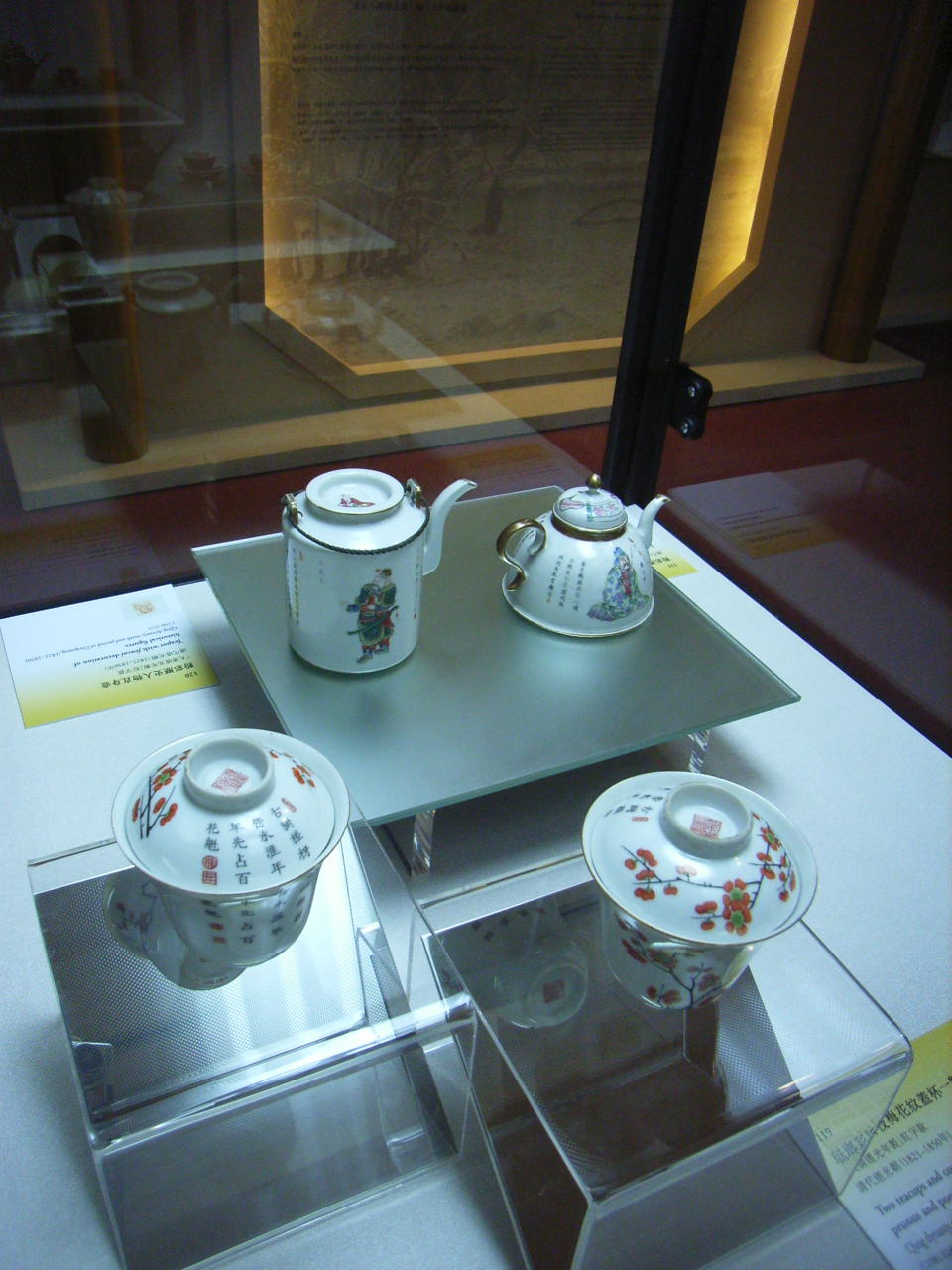
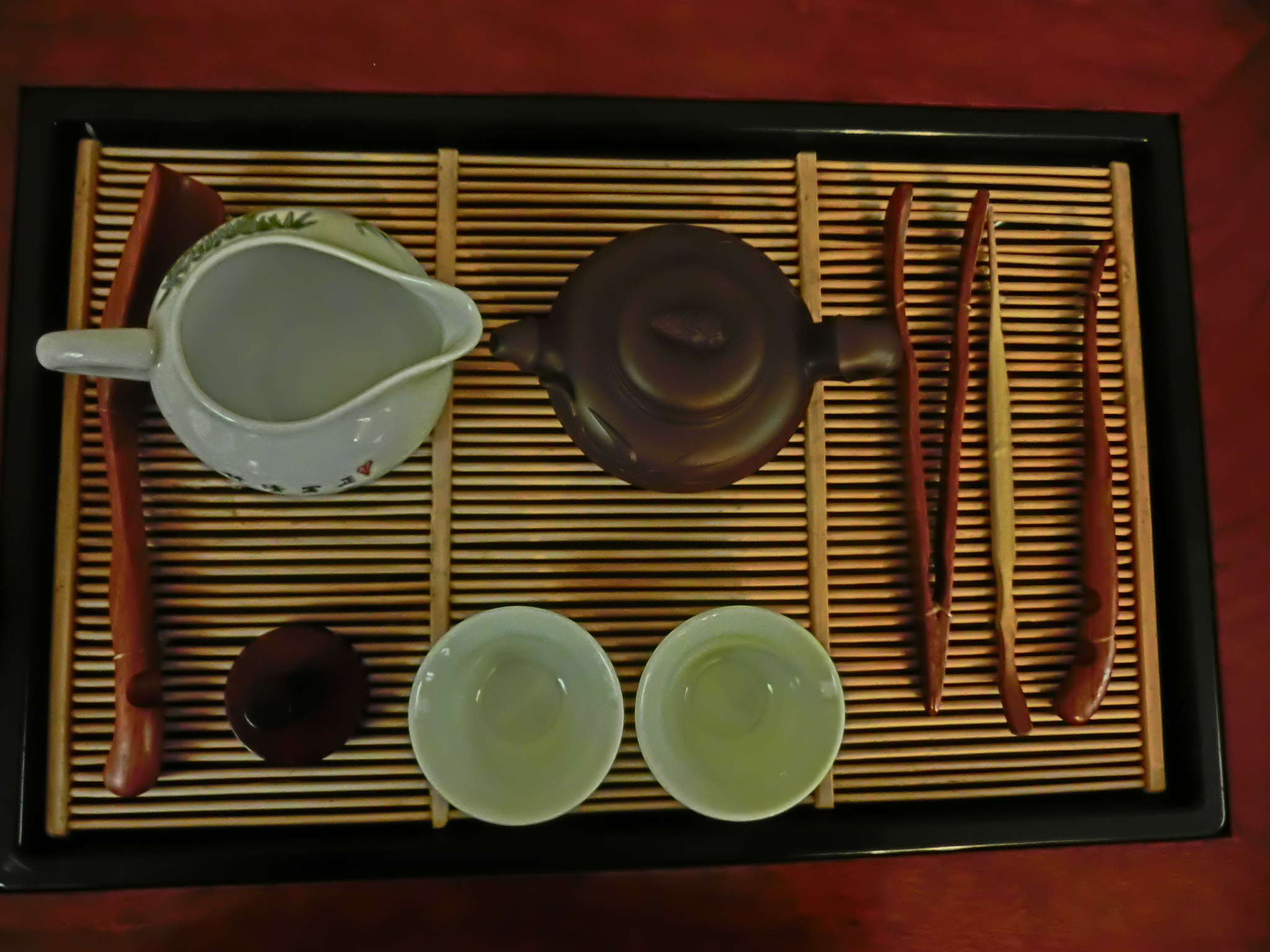
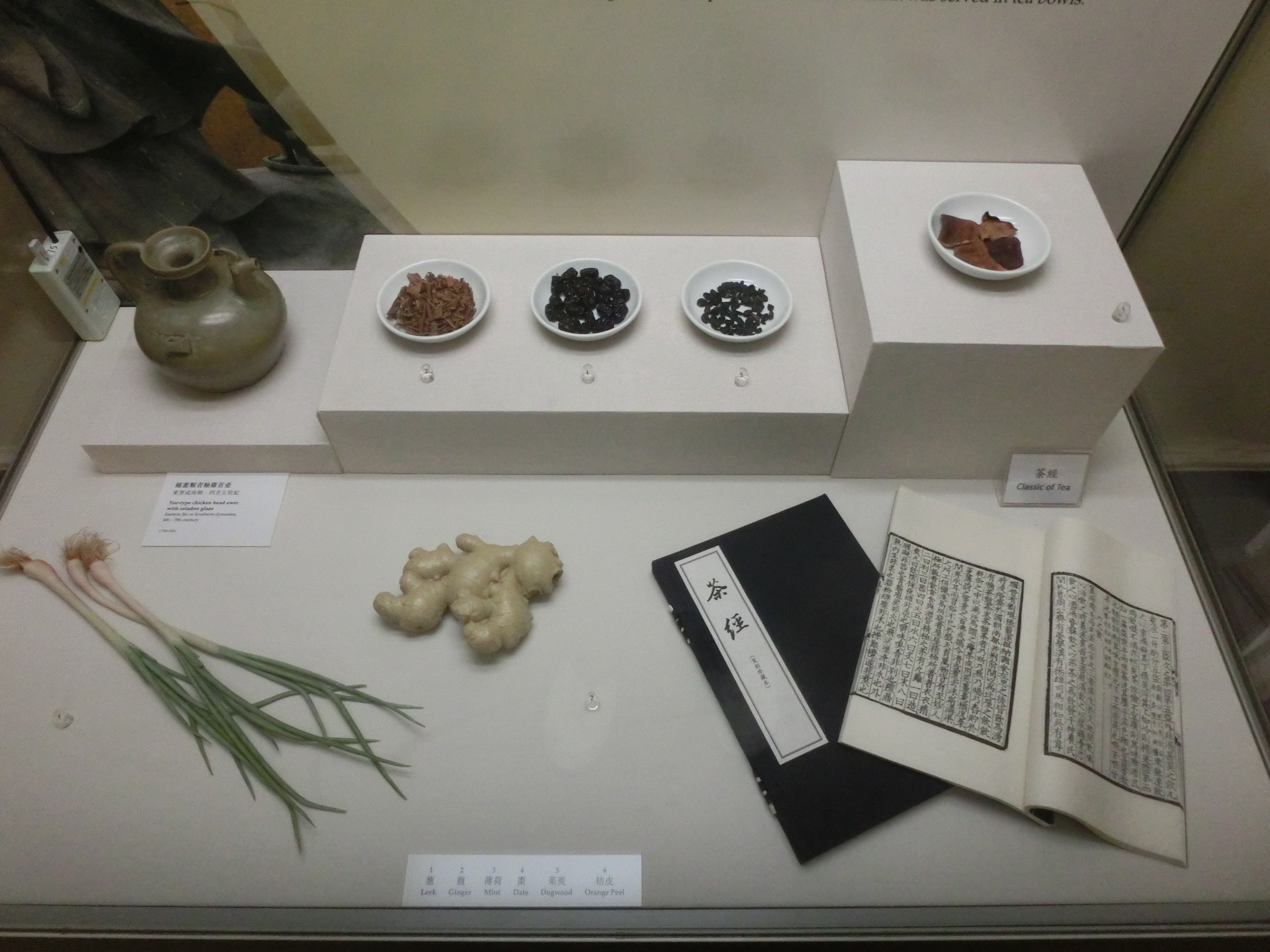
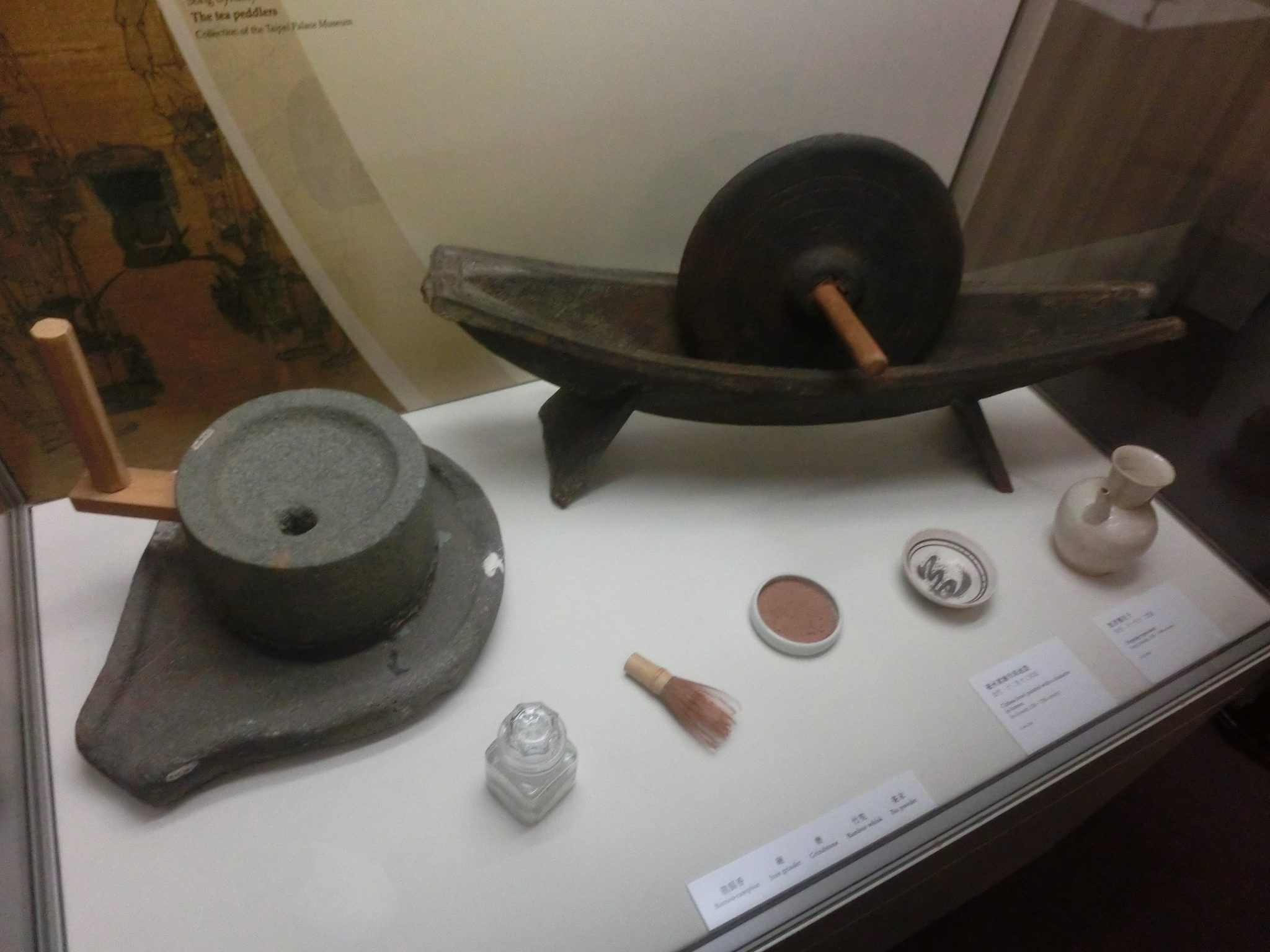